# Kuroshima Denji
Kuroshima Denji (jap. 黒島 伝治; * 12. Dezember 1898, in Nōma (heute: Shōdoshima), Präfektur Kagawa; † 17. Oktober 1943) war ein japanischer Schriftsteller.

## Leben
Er wurde im Dorf Nōma in eine arme Bauernfamilie geboren, aus dem Nachbardorf Sakate stammte die Schriftstellerin Iwai Sakae, deren späterer Mann, Kuroshimas Jugendfreund Tsuboi Shigeji, ihm schließlich zu seiner ersten Veröffentlichung verhelfen wird (heute sind beide Dörfer in der Stadt Shōdoshima vereint). Der Besuch einer höheren Schule war ihm nicht möglich, während er aber arbeitete, sparte er das Studiengeld und ging auf die Waseda-Universität, wo er Literatur studierte. Zu seinen Favoriten gehörte russische Literatur wie von Dostojewski oder Tolstoi, ganz besonders aber Tschechow. Weil er bis dahin nur eine sehr mangelhafte Bildung erhalten hatte, bat er jemand anderen, die Aufnahmeprüfung für ihn abzulegen – und kam damit durch. Da er aus einer Berufsschule kam, war eine Rückstellung von der Wehrpflicht nicht möglich, und er war nach wenigen Monaten an der Universität dazu gezwungen, den Militärdienst anzutreten. Er blieb die meiste Zeit beim Himeji-Regiment in Japan stationiert, musste aber kurz vor dem Ende seiner Verpflichtung für ein Jahr in den Krieg ziehen und Japan bei der Sibirischen Intervention unterstützen. Diese Erfahrungen wurden nach seinen Hauptwerken Uzumakeru tori no mure (渦巻ける烏の群, engl. „A flock of swirling crows“) und Sori (橇, engl. „The Sleigh“) „Sibirische Angelegenheiten“ (シベリアもの, Shiberia Mono) genannt und trugen Früchte als die in der japanischen Literaturgeschichte seltene Gattung der Kriegsliteratur.
Nach seiner Rückkehr begann er zu schreiben und wurde 1925 mit der in Tsuboi Shigejis Zeitschrift Chōyrū (潮流, dt. „Strömung“) veröffentlichten Erzählung Dempō (電報, engl. „The Telegram“) berühmt, die eine Familie schildert, deren Sohn wegen ihrer Armut zum Verzicht auf den Schulbesuch überredet wird, obwohl er die Aufnahmeprüfung bestanden hatte. Da die damalige proletarische Literatur hauptsächlich Arbeiter thematisierte, wurden Kuroshimas Werke, die von Bauern handelten, wohlwollend begrüßt. Ein bekanntes Werk dieser Richtung ist Tongun (豚群, engl. „A herd of pigs“), das Bauern schildert, die sich der Pfändung widersetzen.
1930 nahm er den Jinan-Zwischenfall als Grundlage für seinen neuen Roman Busōseru Shigai (武装せる市街, engl. „Militarized streets“), der die Verstrickungen zwischen Japan und China ans Licht brachte, aber der Verkauf wurde auf der Stelle untersagt. Auch noch nach dem Krieg gab es Probleme mit diesem Buch: es war zwar eine Veröffentlichung während der Besatzungszeit geplant, aber der Verkauf wurde von der Zensur der Besatzer verboten, und die Veröffentlichung erfolgte erst nach Inkrafttreten des Friedensvertrags; zu einer Zeit, als Kuroshima bereits verstorben war.
Anfang der 1930er-Jahre lebte er wegen einer Lungenkrankheit abgeschieden in seinem Heimatdorf ohne etwas zu veröffentlichen, dennoch blieb er unter Überwachung der Geheimpolizei Tokkō. Daher verbrannte seine Witwe nach seinem Tod fast alle Briefe und nachgelassene Manuskripte. Nur das Tagebuch während seines Militärdienstes blieb verschont und wurde nach dem Krieg als Guntai Nikki (軍隊日記, dt. „Armeetagebuch“) veröffentlicht.

## Werke (Auswahl)
- Kuroshima Denji: A Flock of Swirling Crows: and Other Proletarian Writings. Übersetzt von Zeljko Cipris. University of Hawaii Press, Honolulu 2005, ISBN 978-0-8248-2926-1, 1–13.
Enthält die Geschichten The Telegram, A Herd of Pigs, The Sugar Thief, Their Lives, Siberia in the Snow, The Sleigh, A Flock of Swirling Crows, The Hole, Land Rising and Falling, The Cape, Militarized Streets